# Toreby (Kungälv)
Toreby is een plaats in de gemeente Kungälv in het landschap Bohuslän en de provincie Västra Götalands län in Zweden. De plaats heeft 78 inwoners (2005) en een oppervlakte van 15 hectare.